# 馬來屬邦
馬來屬邦（英語：Unfederated Malay States）是大英帝國於殖民時期在馬來半島上的5個州属的總稱（包括玻璃市、吉打、吉蘭丹、登嘉樓和柔佛），马来属邦各州受英國保護但并沒有加入馬來聯邦。泰國周邊4州原為暹羅领土，於1909年因签订曼谷条约更而被劃歸英國。總體而言，马来屬邦的自治程度一般比马来聯邦更高。
一般會統稱玻璃市、吉打、吉蘭丹、登嘉樓和柔佛五個受英國保護的馬來王朝為馬來屬邦，但實際上五個馬來王朝互不從屬，英國亦沒有建立統一機構或制度管理馬來屬邦。從國際法上，馬來屬邦是五個受英國保護的國家。
1946年4月1日，馬來屬邦與馬來聯邦、海峽殖民地（不含新加坡）在英國政府管理下，組成馬來亞聯邦（Malayan Union）。

## 历史
柔佛于1885年接受英国的保护条约，并最终屈服于英国的压力，于1914年接受英国派驻参政司。然而，与其他在英国保护下的马来邦不同，柔佛未加入于1895年成立的马来联邦。
根据1909年的曼谷条约，泰国转让马来四邦（吉兰丹、登嘉楼、吉打和玻璃市）的管辖权给英国。这四邦随后成为英国保护邦。在日本入侵马来亚之后，日本于1943年将这四邦割让给泰国，因为泰国在当时是轴心国的成员之一。1945年日本投降之后，泰国将马来四邦交还给英属马来亚。

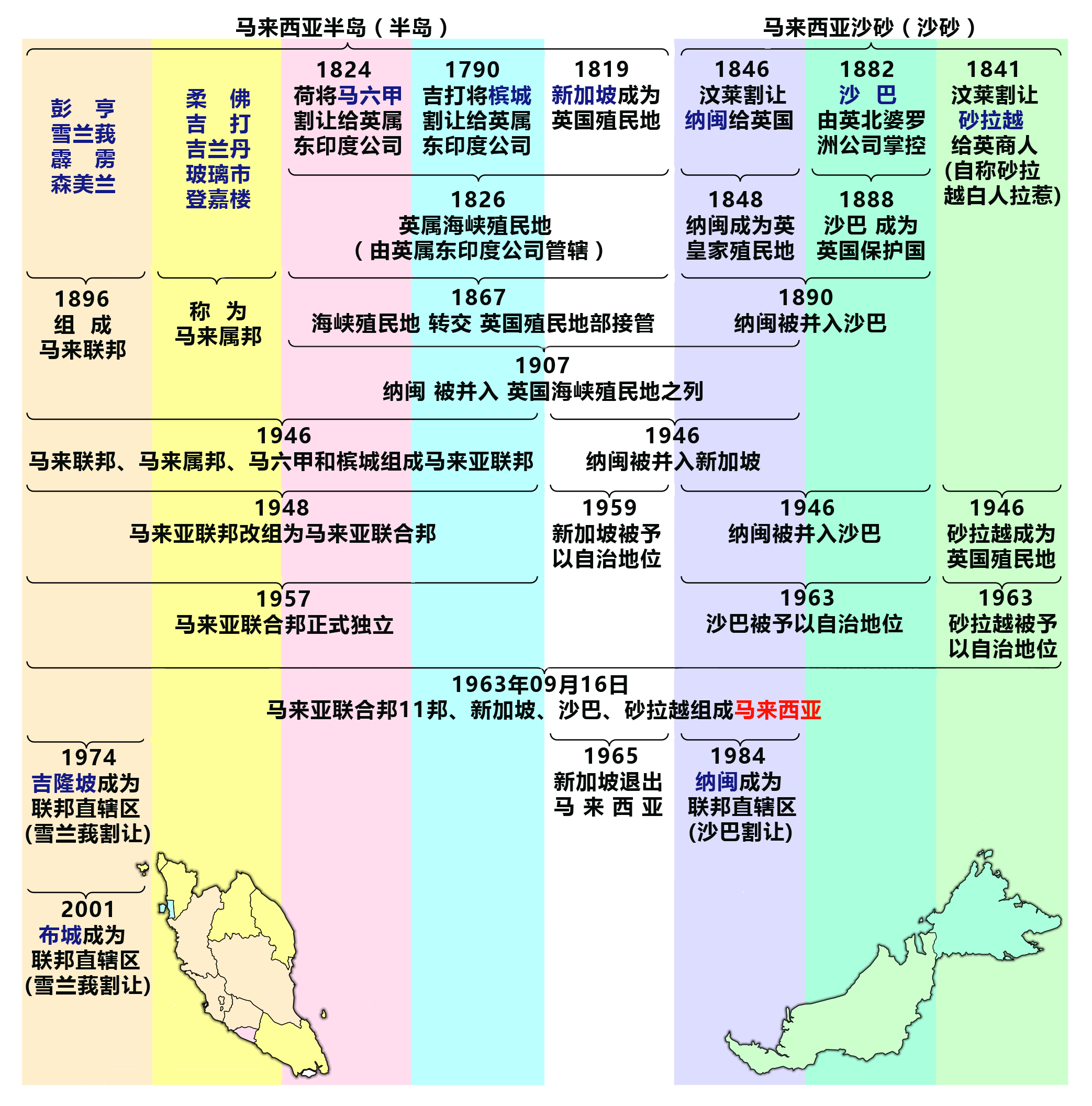
马来西亚联邦的政治演进